# Euselasia bettina
Euselasia bettina is een vlindersoort uit de familie van de prachtvlinders (Riodinidae), onderfamilie Euselasiinae.
Euselasia bettina werd in 1869 beschreven door Hewitson.